# Central Jones (Dakota del Sur)
Central Jones es un territorio no organizado ubicado en el condado de Jones en el estado estadounidense de Dakota del Sur. En el Censo de 2010 tenía una población de 61 habitantes y una densidad poblacional de 0,21 personas por km².

## Geografía
Central Jones se encuentra ubicado en las coordenadas 43°55′22″N 100°44′11″O / 43.92278, -100.73639. Según la Oficina del Censo de los Estados Unidos, Central Jones tiene una superficie total de 288.65 km², de la cual 287.94 km² corresponden a tierra firme y (0.25%) 0.71 km² es agua.

## Demografía
Según el censo de 2010, había 61 personas residiendo en Central Jones. La densidad de población era de 0,21 hab./km². De los 61 habitantes, Central Jones estaba compuesto por el 100% blancos, el 0% eran afroamericanos, el 0% eran amerindios, el 0% eran asiáticos, el 0% eran isleños del Pacífico, el 0% eran de otras razas y el 0% pertenecían a dos o más razas. Del total de la población el 0% eran hispanos o latinos de cualquier raza.